# View-source
view-source (англ. просмотр источника) — это URI схема, используемая некоторыми браузерами для построения URI-адреса веб-страницы, который ссылается на исходный код этой страницы
Например при обращении к URI view-source:http://example.com должен отобразиться исходный код страницы, расположенной по адресу http://example.com.

## Браузеры, поддерживающие View-source
| Браузер                     | Поддержка                                               |
| --------------------------- | ------------------------------------------------------- |
| Mozilla Firefox             | поддерживает                                            |
| SeaMonkey                   | поддерживает                                            |
| Netscape                    | поддерживает                                            |
| Internet Explorer 4, 5 и 6  | поддерживает                                            |
| Internet Explorer 6, 7, и 8 | не поддерживает после Windows XP SP2                    |
| Safari 3.2.1                | поддерживает                                            |
| Safari 5, 6                 | не поддерживает                                         |
| Opera 7, 8, 9, 10, 11       | не поддерживает                                         |
| Opera 15 и выше             | поддерживает                                            |
| Google Chrome               | поддерживает                                            |
| Веб                         | поддерживает                                            |
| HP webOS                    | поддерживает через стороннее приложение (Internalz Pro) |